# ウズベキスタンのユダヤ人

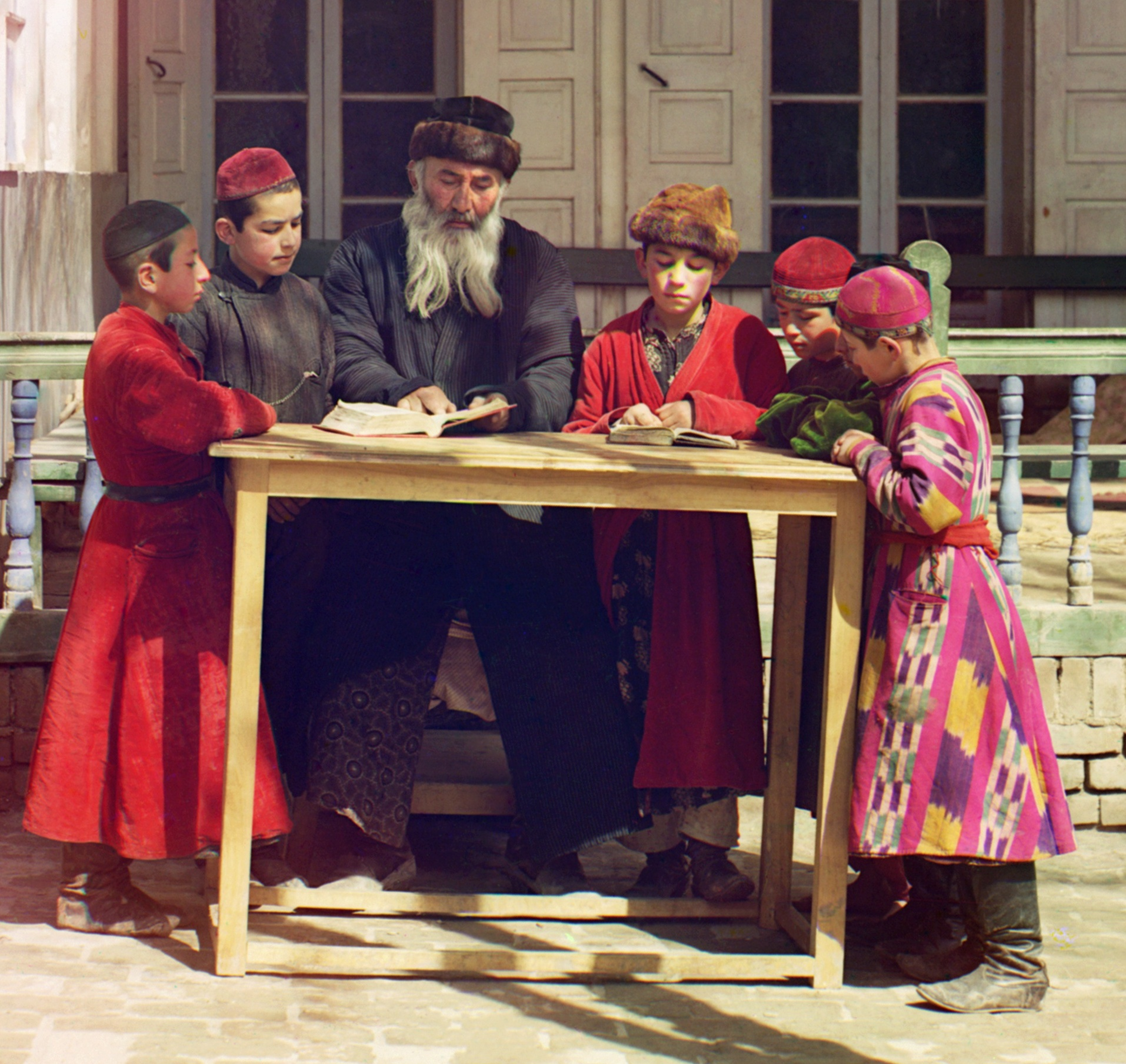
サマルカンドに住むユダヤ系ウズベキスタン人の子供とその教師。この写真はセルゲイ・プロクジン＝ゴルスキーにより1909～1915年頃に撮影された。

ウズベキスタンのユダヤ人は二つの異なるコミュニティを形成している。古くからウズベキスタンに居住し信仰心の高いブハラ・ユダヤ人のコミュニティとより積極的で現代的なアシュケナジのコミュニティである。1989年時点においてウズベキスタン国内には94,900人のユダヤ人が居住していたが、2007年時点においては5,000人以下にまで減少している (多くの者はタシュケントに居住している)。ウズベキスタンには現在12のシナゴーグがある。
ブハラ・ユダヤ人の多くはウズベキスタン独立の際にイスラエルやアメリカ合衆国へと出国していったため、現在ウズベキスタンに居住しているユダヤ人の大部分はアシュケナジである。

## フェルガナ盆地のユダヤ教
セムヤン・アブドゥラフマノフ (Semyon Abdurakhmanov) はフェルガナ・ユダヤ人コミュニティの長である。フェルガナ盆地は合計6つのシナゴーグがある。この地域には、フェルガナ、ナマンガン、コーカンドをあわせて700人、フェルガナ盆地全体では800人のユダヤ人が居住している。アブドゥラフマノフは、ユダヤ系ウズベキスタン人のコミュニティが直面している最大の問題は経済にまつわる問題であると語っている。
2005年5月に起きたアンディジャン事件の際には、タシュケントのイスラエル大使館がアブドゥラフマノフに対し「イスラエルに出国が必要な場合に備えて」国内のユダヤ人の名簿を作成するよう要請した。